# Delta II

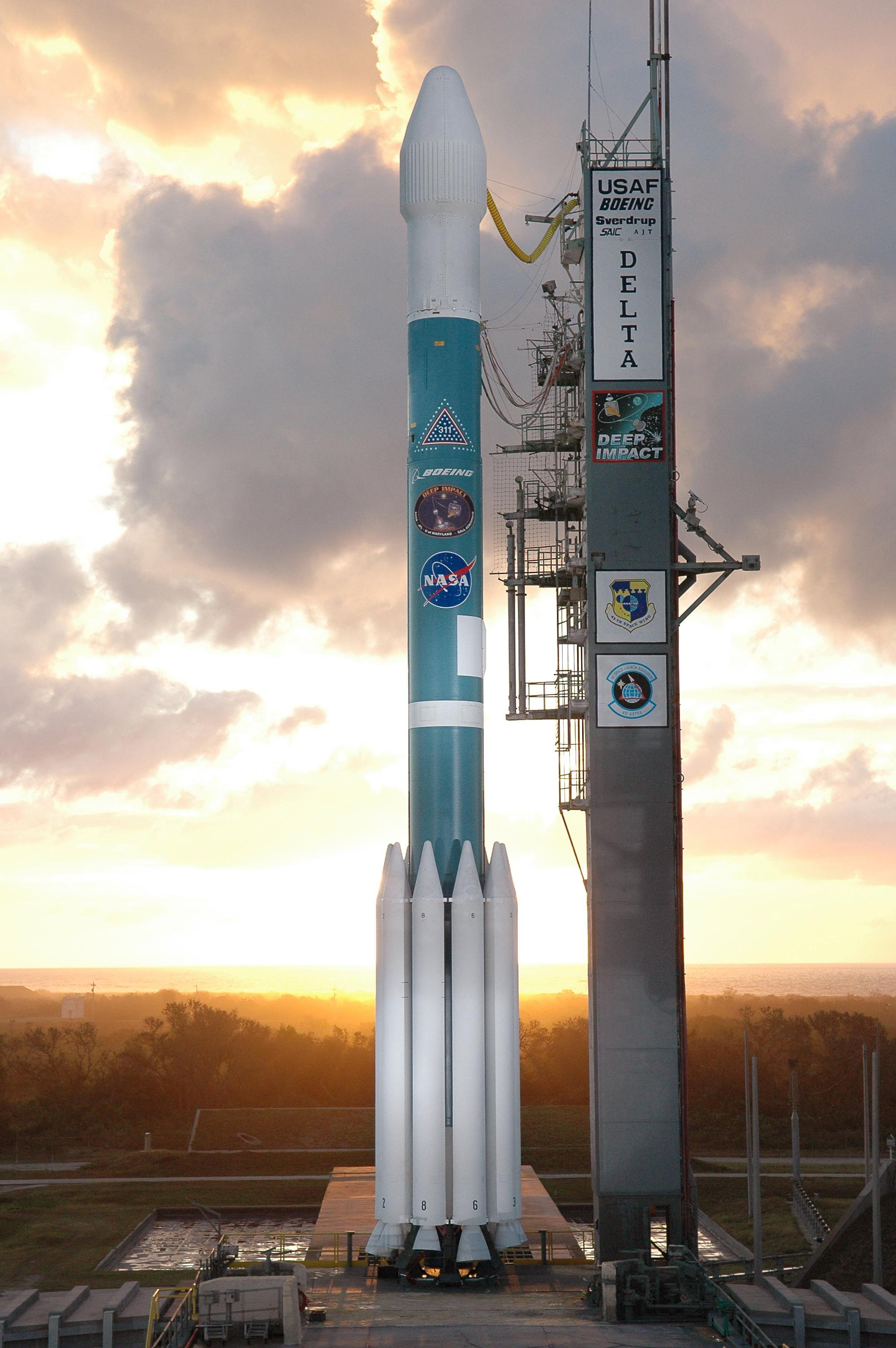
Eine Delta II 7925 mit der Raumsonde Deep Impact auf der Startrampe

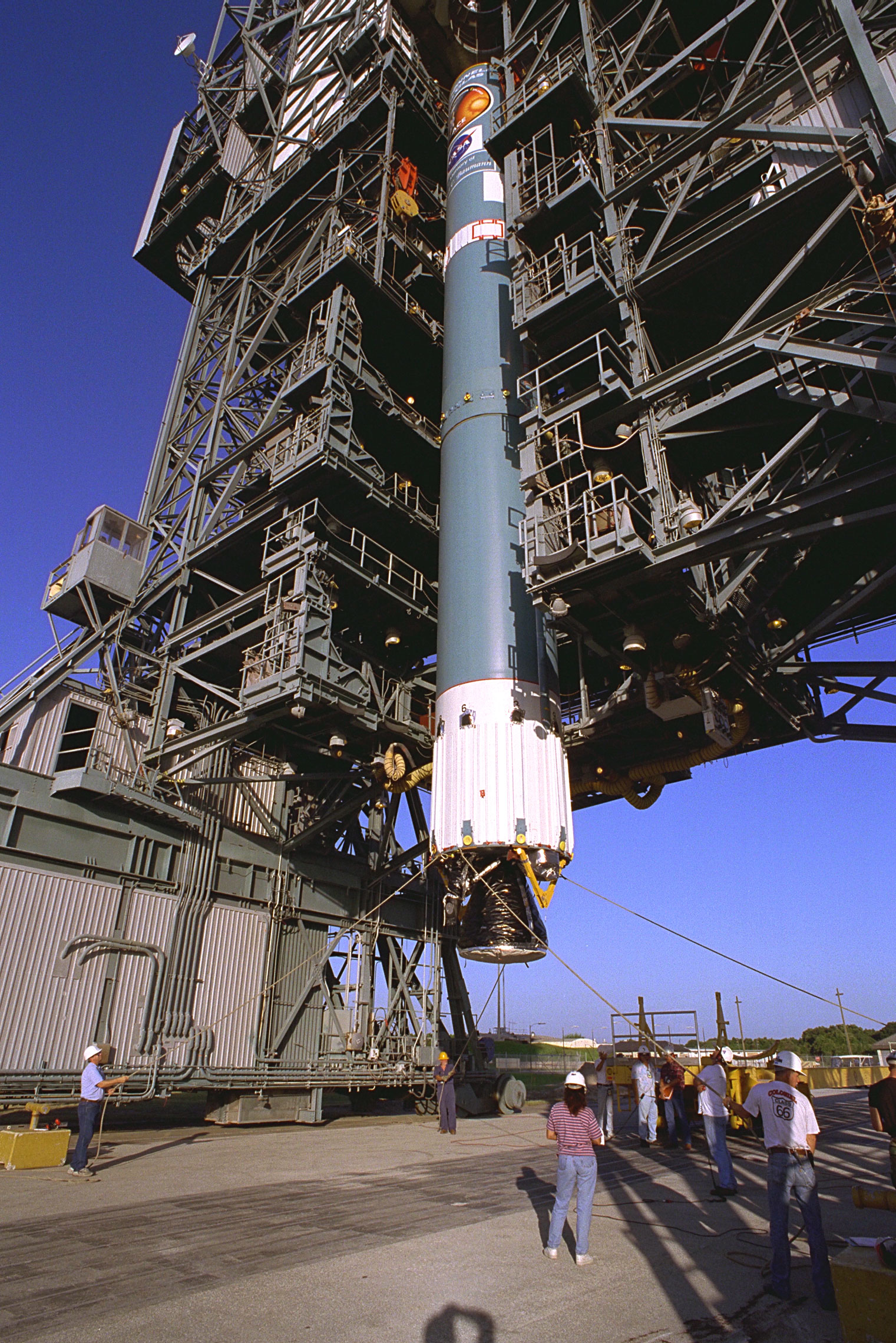
Die erste Stufe einer Delta II wird aufgerichtet. Die Rakete startete die Raumsonde ACE.

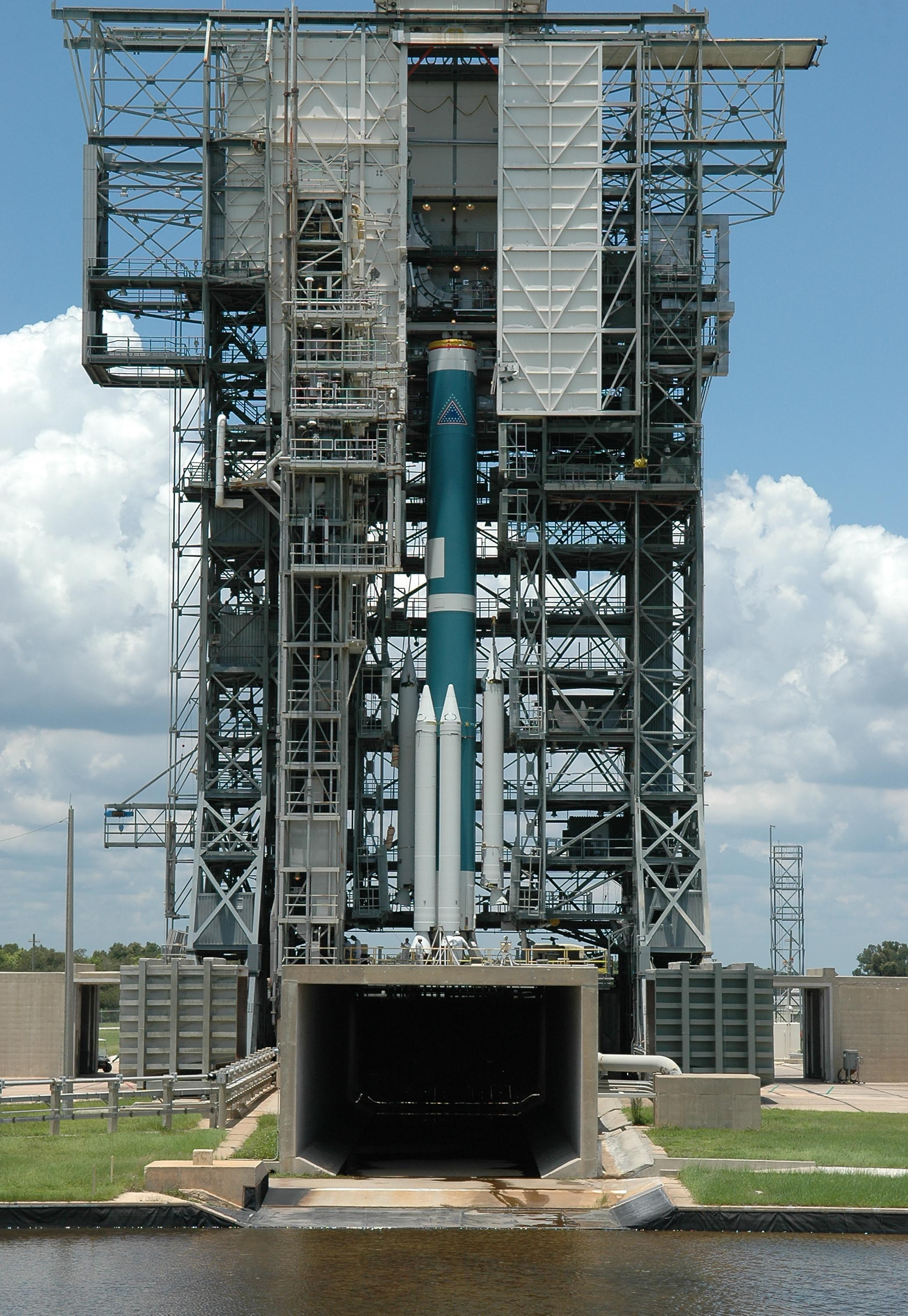
Montage der GEM-40-Feststoffbooster an die erste Stufe.

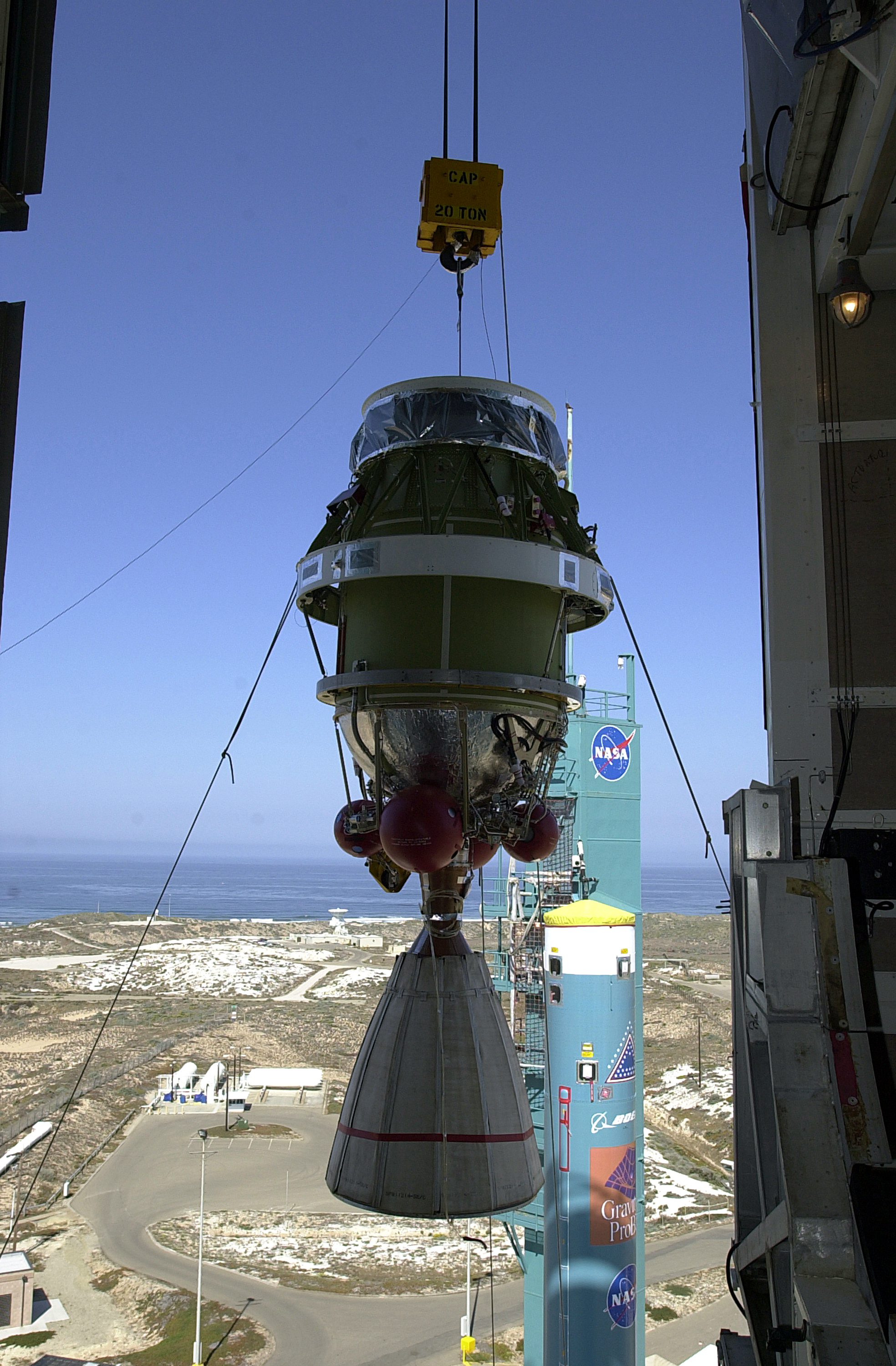
Die zweite Stufe kurz vor ihrem Einbau.

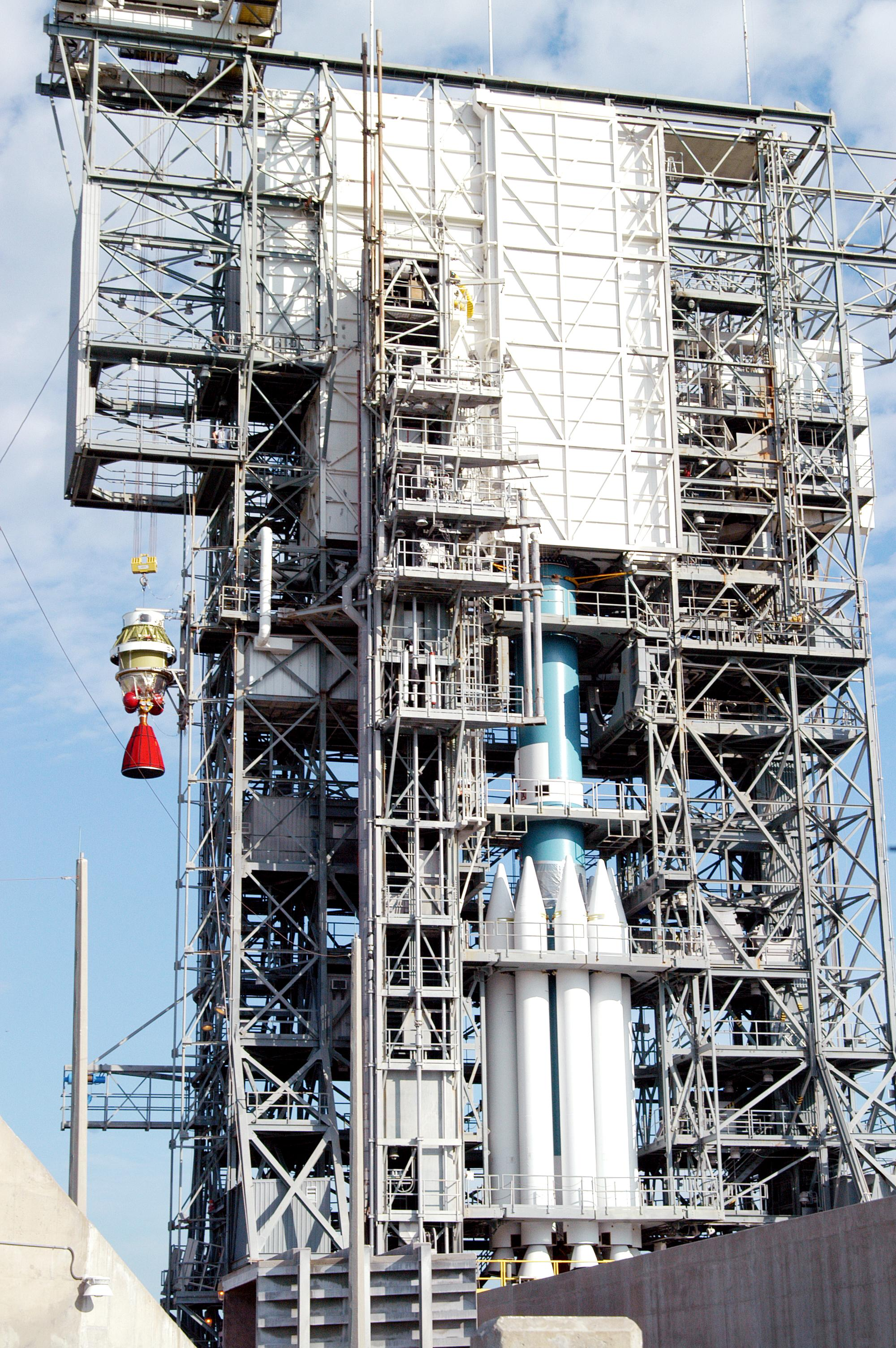
Auf diesem Bild wird deutlich, wie klein die zweite Stufe gegenüber der ersten und den Boostern der Delta II Heavy ist.

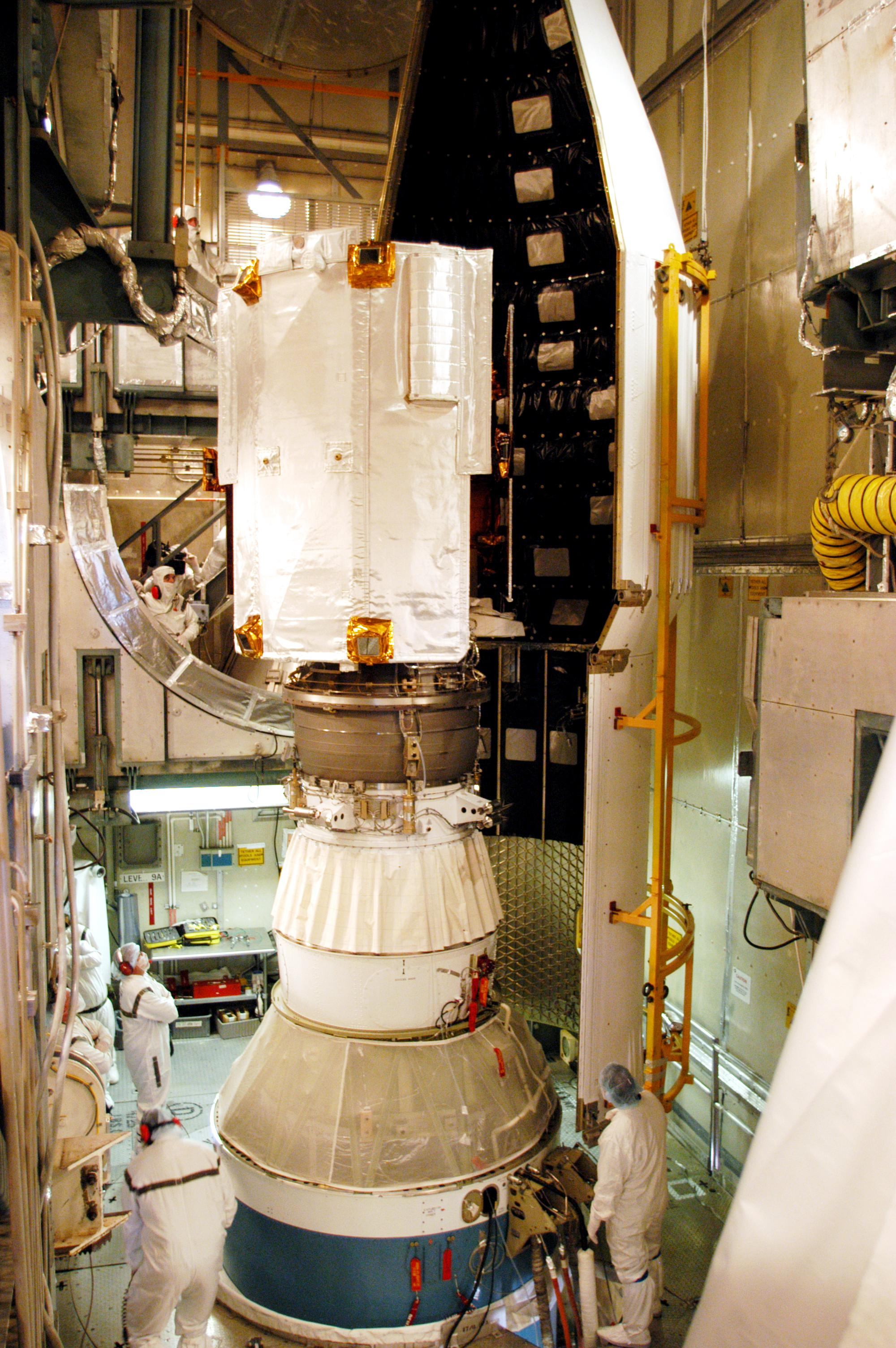
Die Nutzlastverkleidung einer Delta II Heavy wird um die Merkursonde MESSENGER montiert, die bereits auf der dritten Stufe sitzt.

Die Delta II war eine US-amerikanische Trägerrakete. Die von McDonnell Douglas entwickelte und später von Boeing IDS hergestellte Raketenfamilie war seit dem 26. November 1990 im Einsatz. Der letzte Start fand am 15. September 2018 statt. Insgesamt absolvierte sie 155 Starts, welche bis auf einen Teilerfolg allesamt erfolgreich waren.

## Entwicklung
Ursprünglich sollte das Space Shuttle alle amerikanischen Einwegträgerraketen ersetzen, nach der Challenger-Katastrophe wurde die Weiterentwicklung der Delta-Raketen jedoch wieder aufgenommen. Die Delta II ersetzte die vorher in aller Eile entwickelten Delta-6XXX-Raketen und hat gegenüber diesen eine leicht gesteigerte Nutzlastkapazität. Die Delta II wurde speziell auf die Nutzlastansprüche der GPS-Block-II-Satelliten zugeschnitten. Im alten numerischen Benennungssystem ist die Delta II die Delta 7XXX. Die Delta II wurde seit ihrem Erstflug 155 Mal verwendet. Außer für GPS-Satelliten wurde sie in den 1990er Jahren auch dazu verwendet, um Nachrichtensatelliten zu starten. Diese sind jedoch etwa seit Ende der 1990er Jahre normalerweise zu schwer für die Delta II. Bis August 2009 starteten weiterhin die GPS-Satelliten bis zum letzten Exemplar der GPS-IIR-M-Reihe mit Delta-II-Raketen. Außerdem wurden viele Forschungssatelliten und Raumsonden der NASA und einige andere Satelliten mit Delta-II-Raketen ins All gebracht.
Am 28. Oktober 2011 sollte der letzte Flug der Delta-II stattfinden, obwohl noch fünf Raketen (ohne Feststoffbooster) auf Lager waren. Schon zuvor war die Produktion der Delta II eingestellt worden. Im Juli 2012 gab die NASA bekannt, die Delta II für drei weitere Starts einzusetzen, so dass nur noch zwei Raketen ohne geplante Mission auf Lager liegen. Die Feststoffbooster wurden der jeweiligen Version entsprechend neu produziert.

## Die Stufen der Delta II
Delta-Raketen sind Einwegraketen, das bedeutet, dass sie nur einmal fliegen. Sie bestehen aus den Komponenten:
- Booster: Die Booster bestehen aus einem sehr leichten Kohlefasergehäuse (daher der Name Graphite-Epoxy Motor abk. GEM) zur Reduktion der Leermasse. Der Treibstoff ist „QDL-1“, ein Ammonium Perchlorate Composite Propellant (APCP) auf Basis von HTPB und Aluminium. Sie erhöhen den Schub während der anfänglichen zwei Minuten des Fluges. Die Standardausführung der Delta II hat neun GEM-40-Booster, die kleineren Versionen jedoch nur drei oder vier. Die Delta II Heavy verwendet hingegen neun der größeren GEM-46-Booster, die von der inzwischen nicht mehr gebauten Delta III übernommen wurden, der hier verwendete Treibstoff „QEM“, ebenfalls ein APCP mit ähnlicher Zusammensetzung[4]. Die GEM-40-Booster haben einen Durchmesser von 101,6 cm, die GEM-46 Booster 116,8 cm. Bei der Standard und der Heavy Version werden sechs Booster gleich beim Start und die restlichen drei im Flug kurz vor dem Ausbrennen der ersten sechs gezündet. Bei den kleineren Versionen mit drei oder vier Boostern zünden alle Booster bereits am Boden.

- 1. Stufe: Eine Thor XLT (Extra Extended Long Tank) mit 2,44 m Durchmesser. Sie enthält RP-1- und Flüssigsauerstofftanks, die das von Rocketdyne gebaute RS-27A-Triebwerk mit Treibstoff versorgen. Die Thor leistet den größten Anteil des Geschwindigkeitsgewinnes während des Aufstiegs.

- 2. Stufe: Eine im Verhältnis zur ersten Stufe kleine Delta K. Ihre druckgeförderten Treibstoff- und Oxidatortanks versorgen ein wiederzündbares Aerojet AJ10-Triebwerk mit hypergolem Treibstoff. Wenn der Flug in eine erdnahe Umlaufbahn geht, zündet diese Stufe lange, schaltet dann ab und fliegt ohne Antrieb mit dem Satelliten in einer elliptischen Parkbahn fast um die halbe Erde. Dann zündet sie im Apogäum der Parkbahn zum zweiten Mal (kürzer) und bringt sich und den Satelliten in eine nahezu kreisförmige Umlaufbahn in dieser Höhe. Dann setzt sie den Satelliten aus. Zum Schluss entfernt sie sich von dem Satelliten und zündet nach einem weiteren halben Erdumlauf zum dritten Mal. Diese Zündung entgegen der Flugrichtung dient einerseits dazu, die zweite Stufe in eine elliptische Umlaufbahn mit möglichst niedriger Erdnähe zu bringen, um die Stufe bald darauf verglühen zu lassen, andererseits soll der gesamte Treibstoff verbraucht werden, damit die Stufe nicht durch die Treibstoffreste explodieren kann. Geht der Flug jedoch in eine hohe Erdumlaufbahn oder eine Fluchtbahn zu einem anderen Planeten, zündet die zweite Stufe lange, schaltet ab, und fliegt ohne Antrieb mit dem Satelliten fast um die halbe Erde. Dann zündet sie zum zweiten Mal (kürzer), bis die für diesen Zeitpunkt geplante Fluggeschwindigkeit erreicht ist. Nun setzt sie die dritte Stufe mit der darauf sitzenden Nutzlast in der genau vorgegebenen räumlichen Ausrichtung aus. Die zweite Stufe enthält das Steuerungssystem der Delta II, eine Trägheitsnavigationsanlage und den Flugkontrollcomputer.

- 3. Stufe: Ist ein optionaler Feststoffraketenmotor von ATK-Thiokol. Er erbringt den größten Teil der Geschwindigkeitsänderung zum Verlassen der Parkbahn, damit die Nutzlast höhere Erdumlaufbahnen oder Fluchtbahnen erreichen kann. Danach wird die dritte Stufe abgetrennt. Die Stufe ist spinstabilisiert und hat keine Steuerungssysteme zur Kurs- oder Lageveränderung. Die Stufe wird von der zweiten Stufe vor dem Aussetzen ausgerichtet.

- Nutzlastverkleidung: Sie besteht entweder aus dünnem Metall oder Verbundwerkstoff, um die Nutzlast während des Fluges durch die Erdatmosphäre zu schützen.

## Die Mitglieder der Raketenfamilie Delta II und Bezeichnungssystem
Die einzelnen Mitglieder der Raketenfamilie Delta II werden durch einen vierstelligen Zahlencode gekennzeichnet:
- Die erste Ziffer: 7 bezeichnet die Serie 7000 der Delta. Diese Serie hat eine Extra-Extended-Long-Tank-Thor-Erststufe mit einem RS-27A-Triebwerk, mit einer längeren Schubdüse als das RS-27-Triebwerk der Delta 6000er Serie. Die längere Düse sorgt für eine höhere Expansion und einen höheren Schub in großer Höhe. Die GEM-40-Booster sind größer als die Castor-4A- und 4B-Booster der Delta-6000-Serie. Ihre Composite-Hülle ist außerdem leichter als die Stahlhülle der Castor-Booster.

- Die zweite Ziffer: gibt die Anzahl der Booster an. Im Normalfall mit neun Boostern zünden sechs beim Abheben und drei nach einer Minute Flugzeit (wenn die ersten sechs bereits ausgebrannt sind). Bei Versionen mit nur drei oder vier Boostern zünden alle Booster beim Abheben.

- Die dritte Ziffer: eine 2 bezeichnet die zweite Stufe Delta K mit einem Aerojet AJ10 Triebwerk. Das Triebwerk ist wiederzündbar.

- Die vierte Ziffer: Steht für die dritte Stufe. 0 heißt keine dritte Stufe vorhanden, 5 steht für die PAM-D-Stufe (Payload Assist Module) mit einem Star-48-Feststoffmotor und 6 steht für einen Star-37-Feststoffmotor. Der Star-37-Motor ist kleiner und schwächer als der Star-48-Motor und wurde nur für den Start besonders leichter Raumsonden (und eines Satelliten verwendet), die seit dem Scheitern des stark auf maximale Kostenreduktion ausgelegten „Faster – Better – Cheaper“ Konzepts nicht mehr gebaut werden.

- H: steht hinter dem vierstelligen Zahlencode, wenn es sich um eine Delta II Heavy handelt. Die Delta II Heavy verwendet anstelle der GEM-40-Booster größere GEM-46-Booster. Diese erhöhen das Startgewicht enorm, heben jedoch gleichzeitig die Nutzlast nur geringfügig an. Die Delta Heavy ist teurer als eine Standard Delta II und kommt nur dann zum Einsatz, wenn die Nutzlast für die normalen Delta II etwas zu schwer ist, sich aber ein größerer Raketentyp wirtschaftlich noch nicht lohnt. Es gibt Heavyversionen bisher (Juli 2009) nur mit neun Boostern, die Versionsbezeichnungen sind 7925H und 7920H.

Beispiele: Eine Delta 7925 hat die Thor-XLT-Erststufe mit RS-27A-Triebwerk, neun GEM-40-Booster, und der PAM als 3. Stufe. Eine Delta 7320 ist eine kleine Version mit drei Boostern und ohne 3. Stufe.
Drei Nutzlastverkleidungen stehen momentan zur Auswahl. Ursprünglich gab es noch eine kleinere und eine andere sehr große Nutzlastverkleidung.
- Die kleinste mit einem Durchmesser von 2,44 m (8 Fuß) hat denselben Durchmesser wie die Delta und wird nicht mehr verwendet. Mit ihr hatte die Rakete Delta II einen durchgehend konstanten Durchmesser. Für sie wurde -8 an den Namen gehängt.

- Die nächstgrößere Nutzlastverkleidung hat einen Durchmesser von 2,9 m (9,5 Fuß). Sie besteht aus Aluminium. Als Standardnutzlastverkleidung wird sie am häufigsten verwendet. Für sie wird entweder -9.5 an den Namen gehängt oder der Anhang weggelassen.

- Dann gibt es noch drei Nutzlastverkleidungen mit 3,05 m Durchmesser (10 Fuß). Zwei davon bestehen aus einem Verbundwerkstoff. Je nach Nutzlast gibt es sie als Normal- und Langversion. Für sie wird -10C bei der Kurzversion und -10L bei der Langversion an den Namen gehängt. Anstatt den beiden verschieden langen Nutzlastverkleidungen benutzte die Delta II zuerst eine von der Delta 6XXX übernommene 10-Fuß-Nutzlastverkleidung aus Metall. Diese wird heute nicht mehr verwendet. Für sie wurde einfach nur -10 an den Namen angehängt. Jede Version der Delta-II kann mit jeder der drei zur Verfügung stehenden Nutzlastverkleidungen ausgestattet werden.

Für Doppelstarts gibt es noch zwei unterschiedlich lange Doppelstartvorrichtungen in deren Innern ein Satellit Platz hat, während der andere auf ihr sitzt. Die Doppelstartvorrichtung befindet sich immer im Innern einer drei-Meter-Nutzlastverkleidung.
Ein Beispiel für eine vollständige Bezeichnung: Delta 7925H-9.5

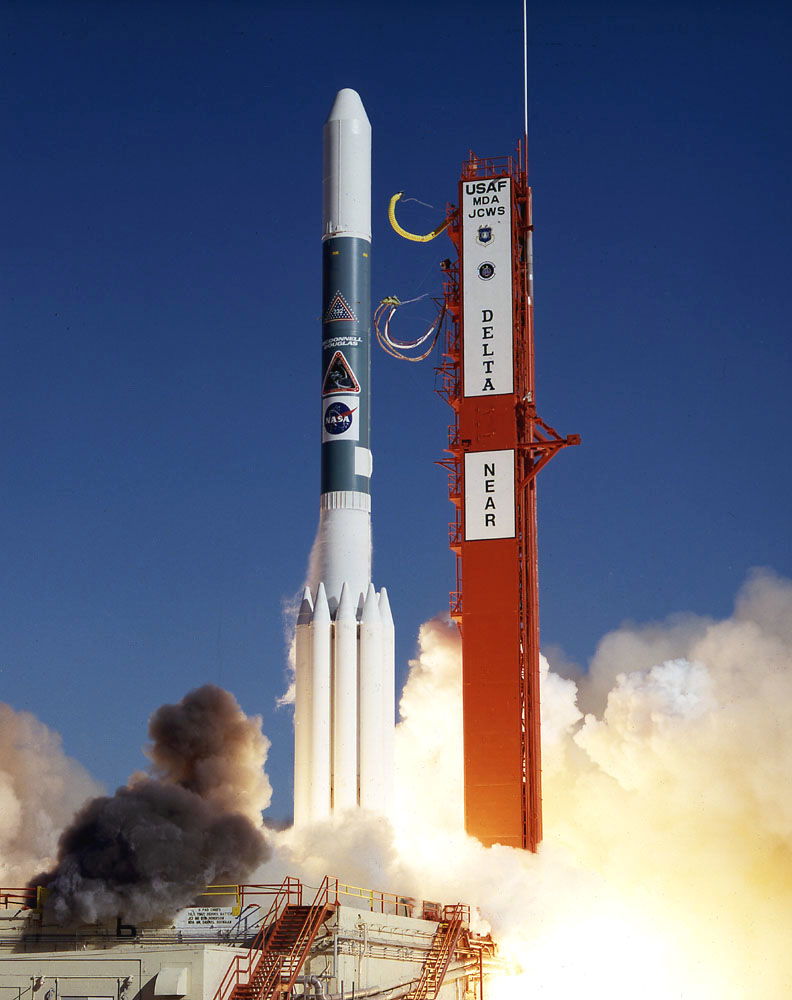
Delta II-7920-8
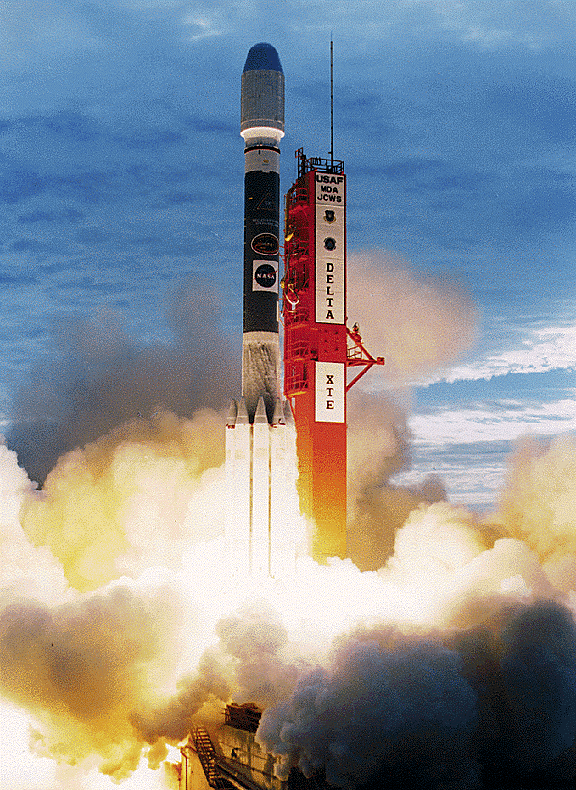
Delta II-7920-10
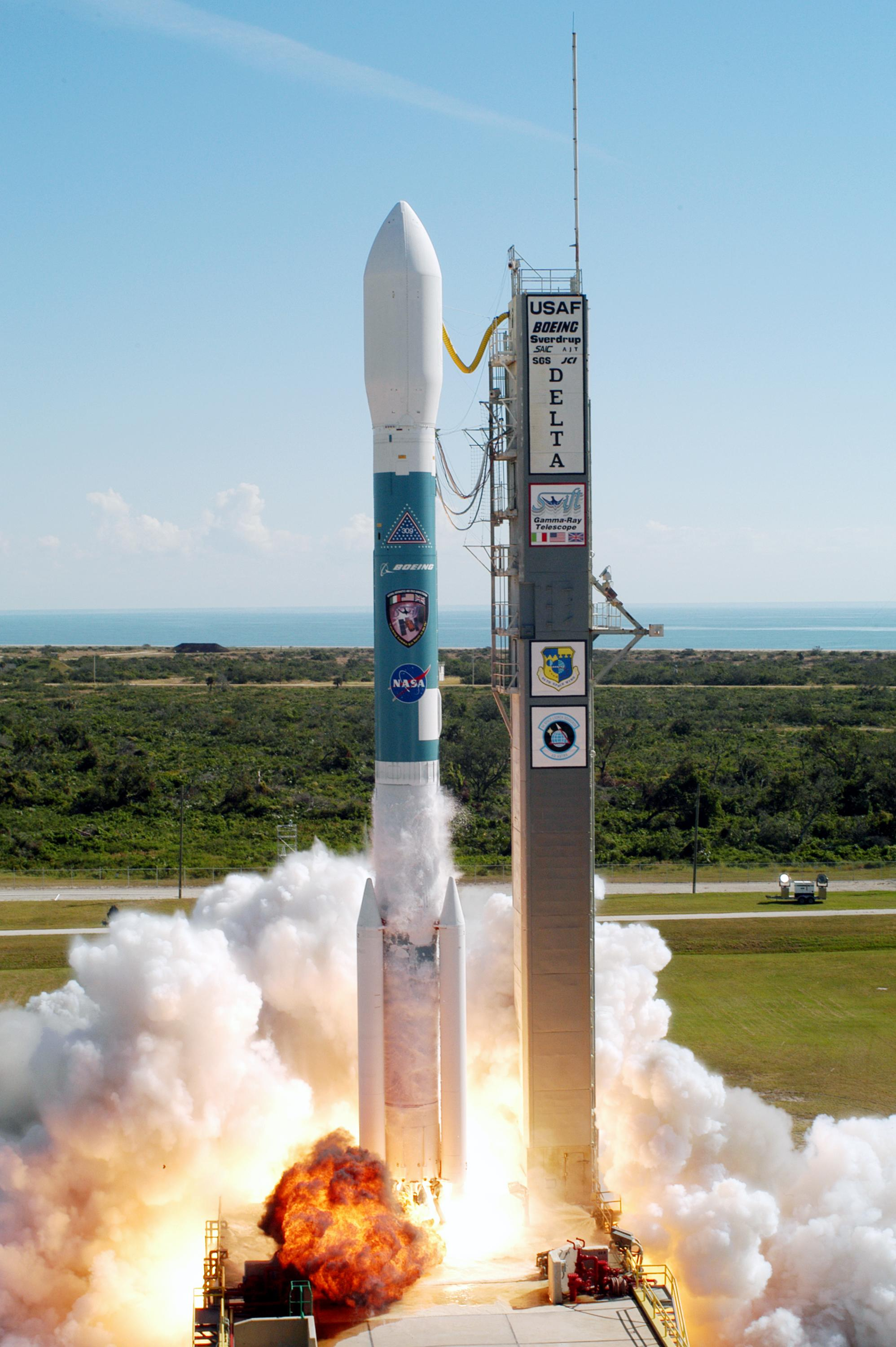
Delta II-7320-10C
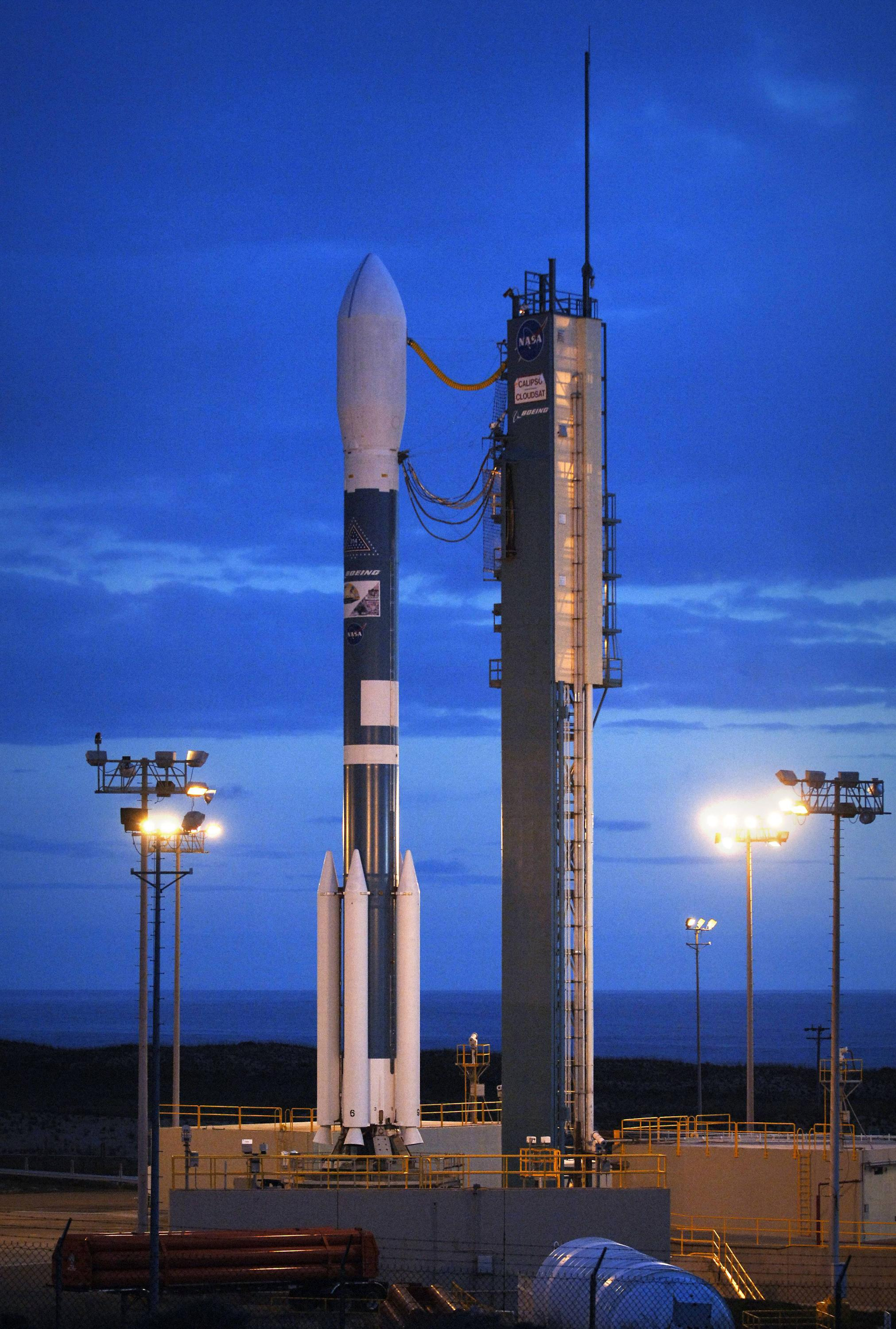
Delta II-7420-10C
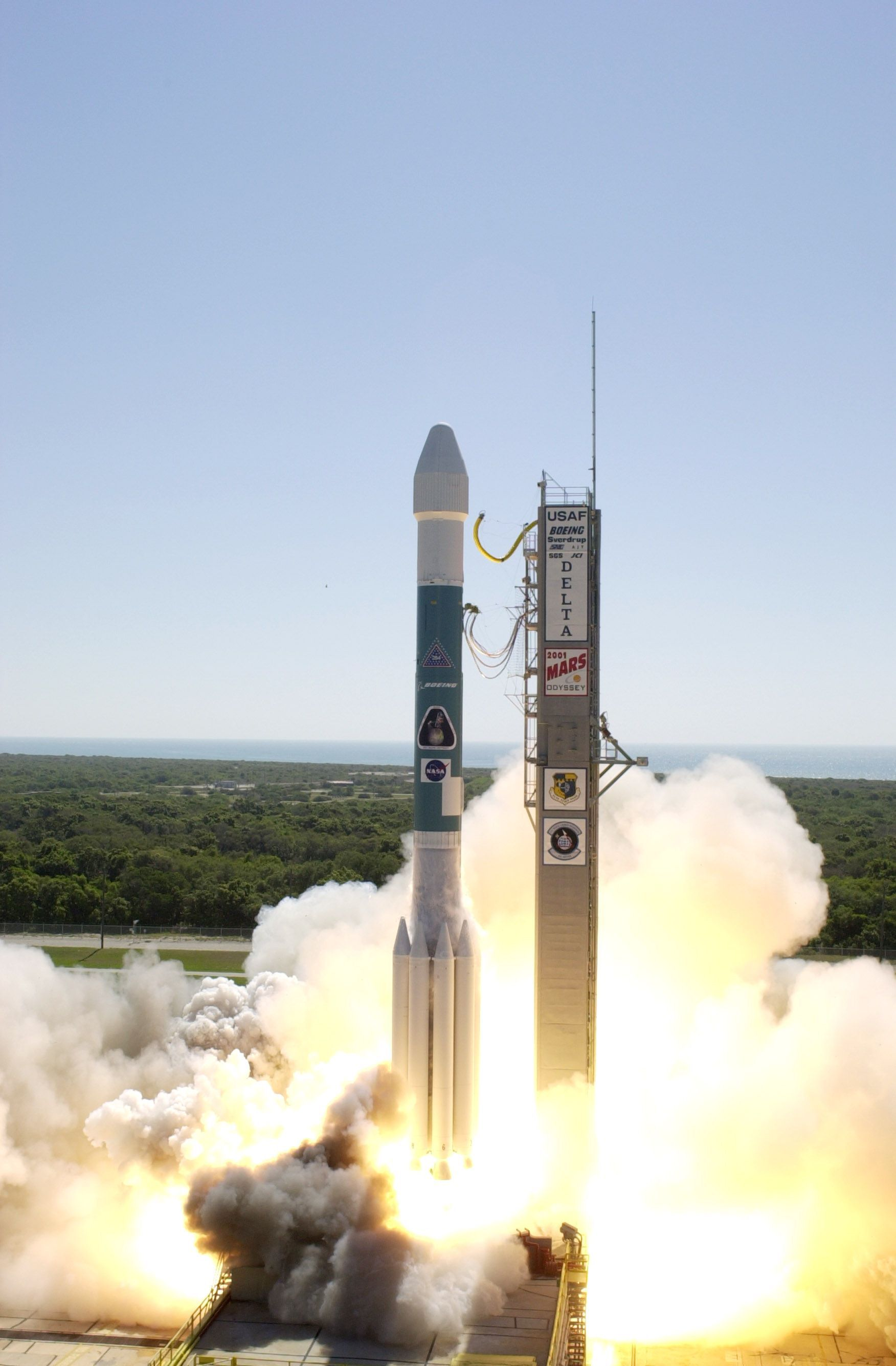
Delta II-7925
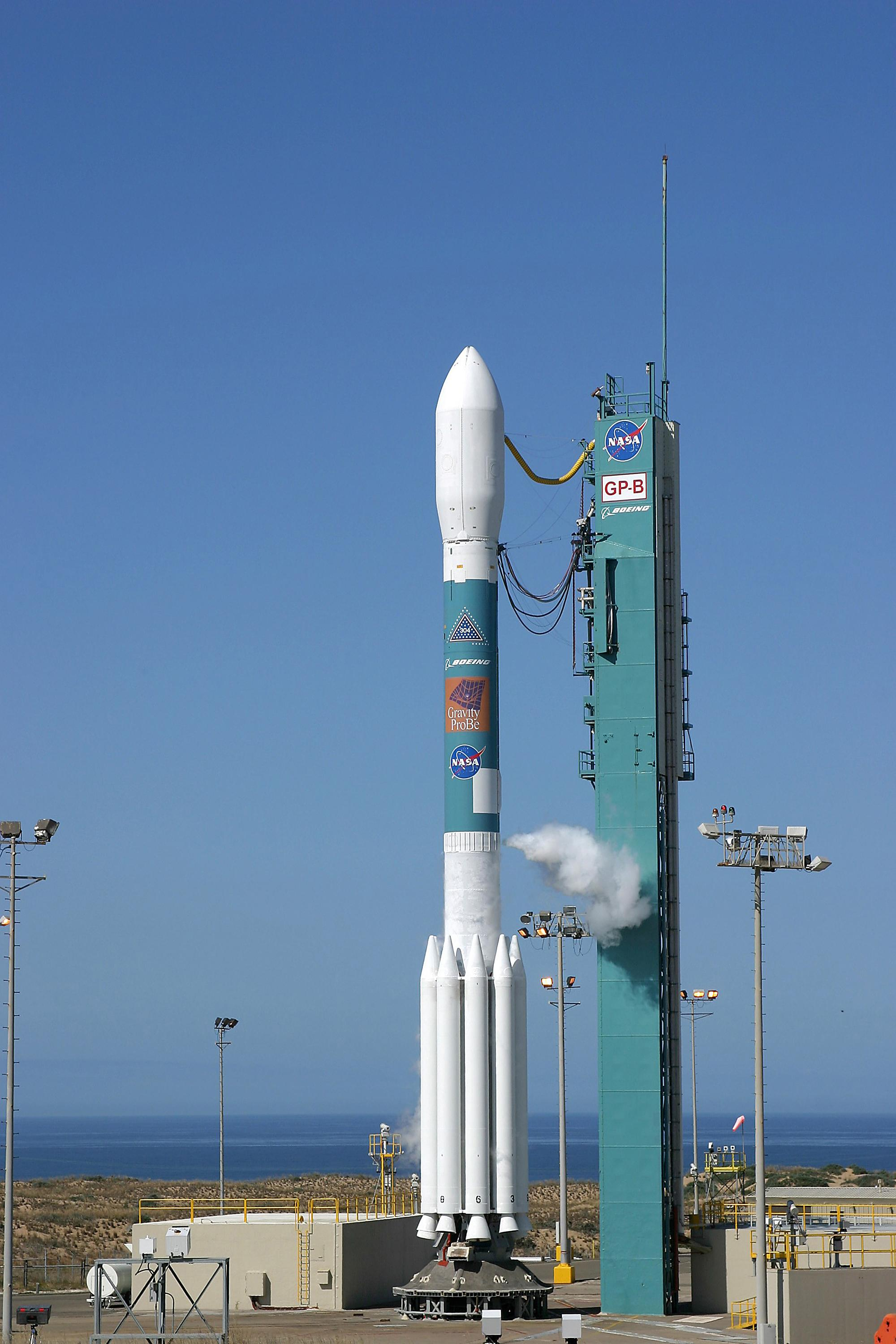
Delta II-7920-10C
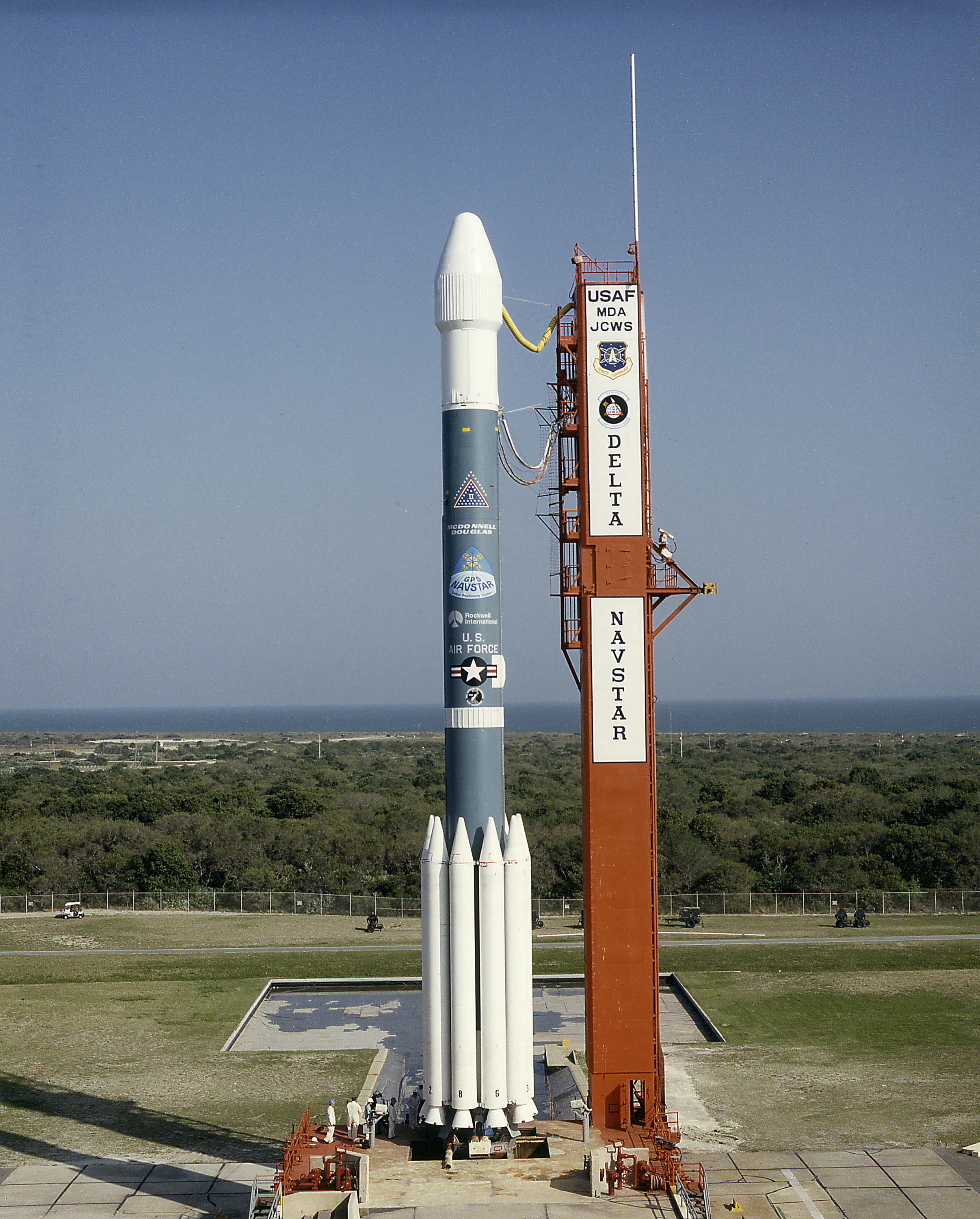
Delta II-7925
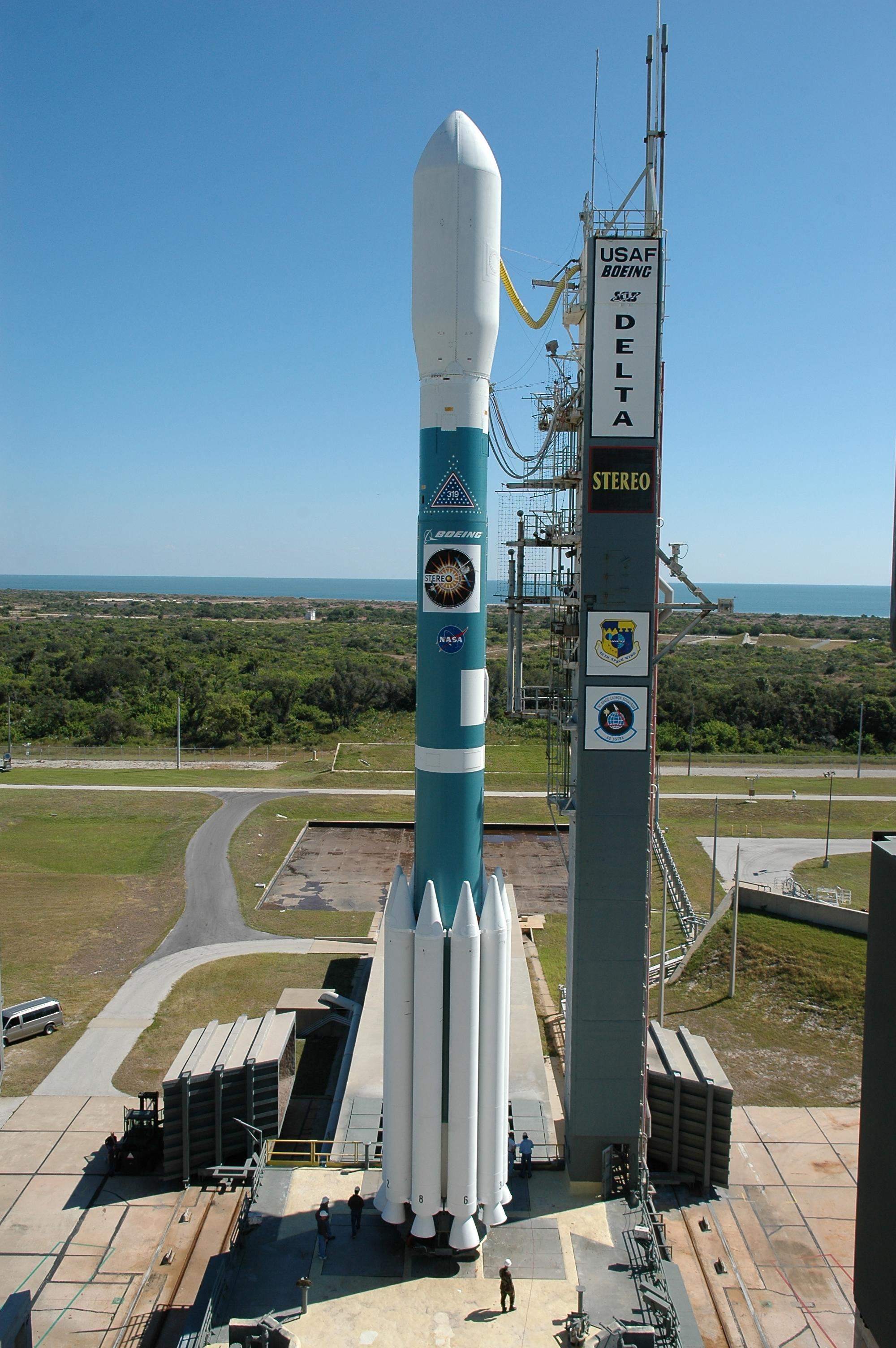
Delta II-7925-10L
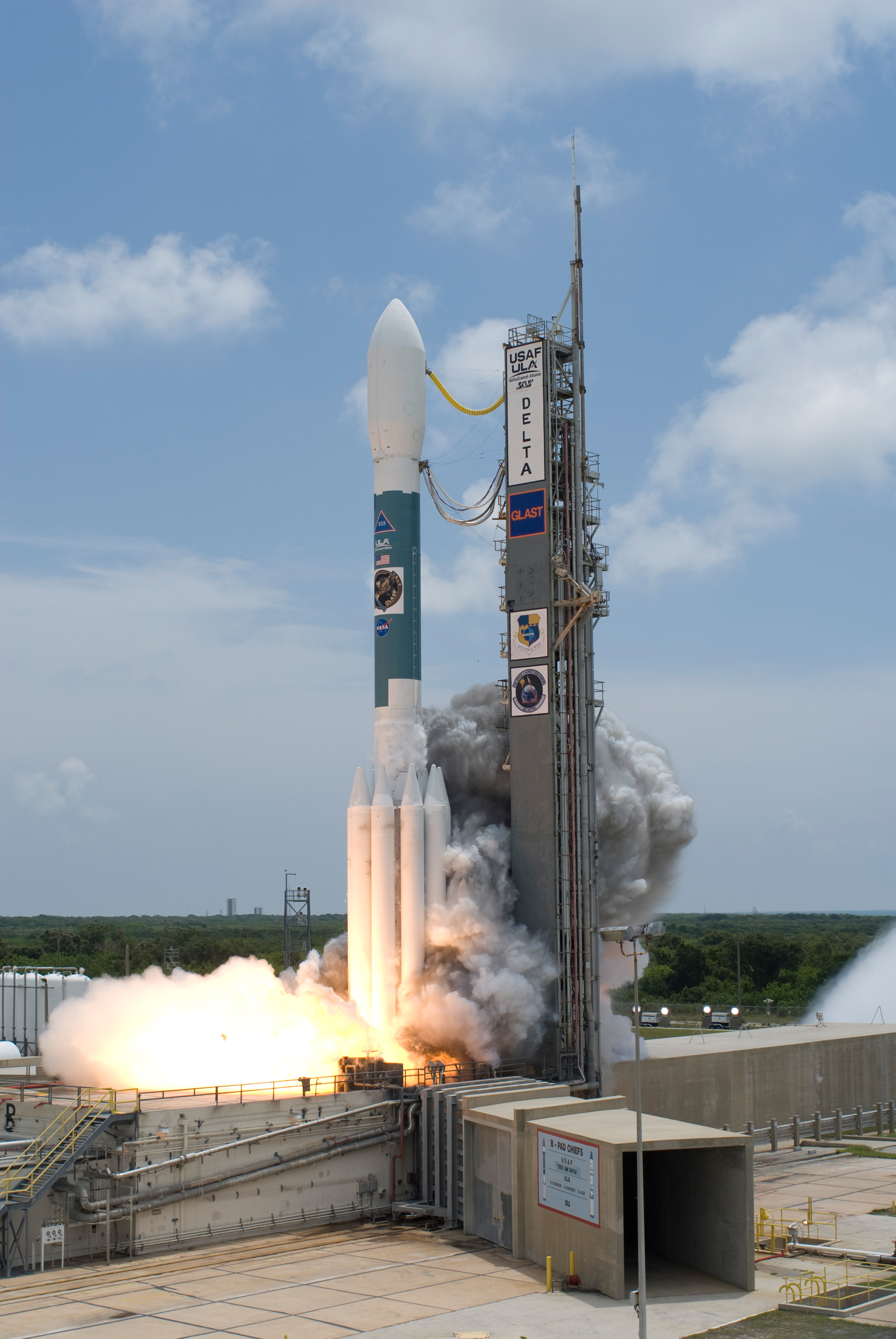
Delta II-7920H-10C
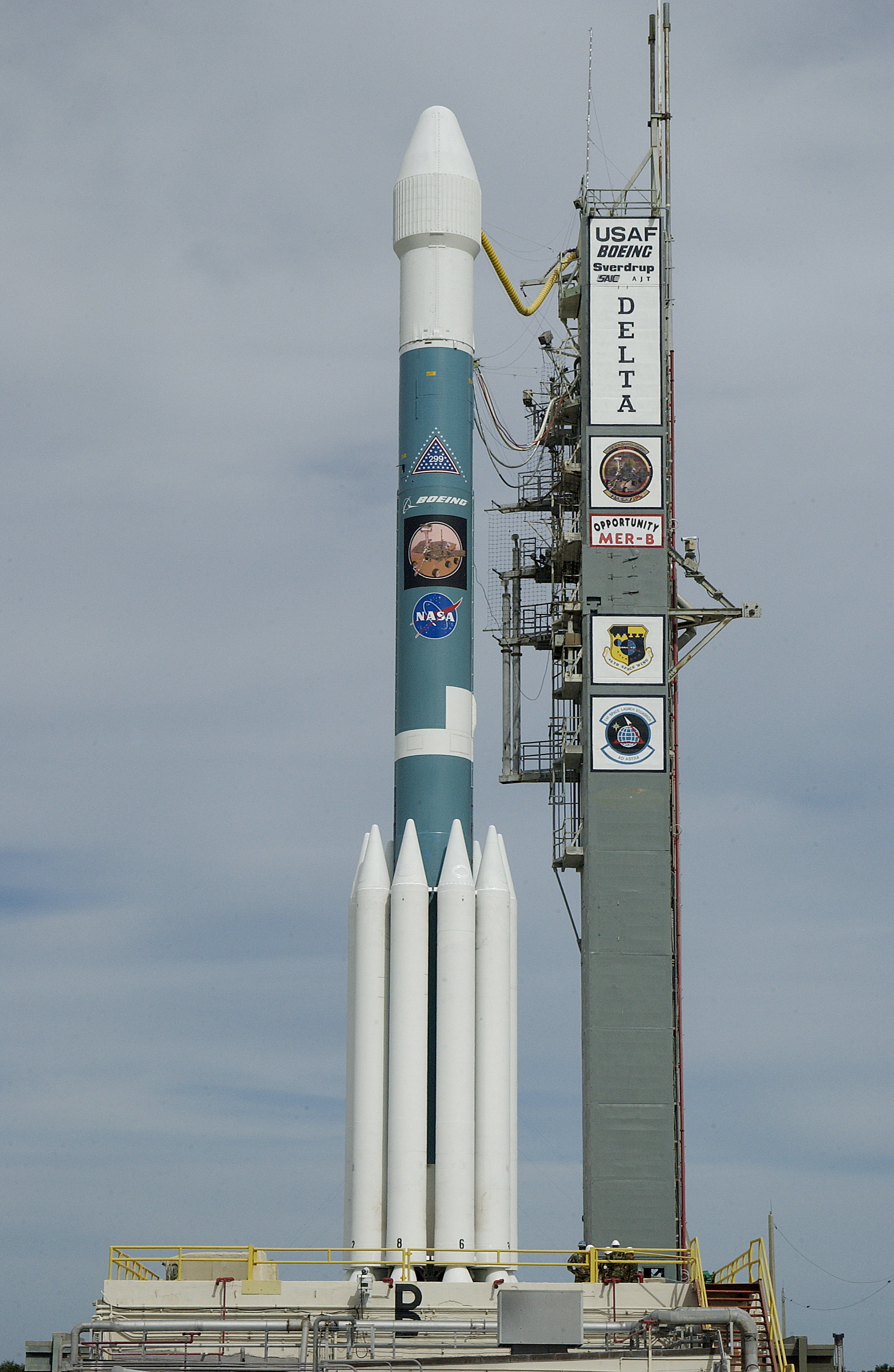
Delta II-7925H

## Startrampen
Delta-II-Raketen, die Nutzlasten in Umlaufbahnen mit Inklinationen zwischen 28° und 57° brachten, starteten vom Launch Complex 17 der Cape Canaveral Air Force Station, der zwei Startrampen (17A und 17B) besitzt. Jedoch war nur Startplatz 17B für die Delta II Heavy geeignet. Delta-II-Raketen mit Nutzlasten, die Umlaufbahnen zwischen 56° und 104° Inklination erreichen mussten, starteten vom Space Launch Complex 2W (SLC-2W) der Vandenberg Air Force Base in Kalifornien.

## Einige bekannte Nutzlasten der Delta II
- DFS-Kopernikus 3 im Jahr 1992
- Mars Global Surveyor im Jahr 1996
- Mars Pathfinder im Jahr 1996
- Mars Climate Orbiter im Jahr 1998
- Mars Polar Lander im Jahr 1999
- Mars Odyssey im Jahr 2001
- Mars Exploration Rovers (Spirit und Opportunity) im Jahr 2003
- MESSENGER im Jahr 2004
- Deep Impact im Jahr 2005
- STEREO A und B im Jahr 2006
- USA-193 im Jahr 2006
- Phoenix im Jahr 2007
- GLAST im Jahr 2008
- Kepler im Jahr 2009
- GRAIL im Jahr 2011